# Carnota (kommunhuvudort)
Carnota är en kommunhuvudort i Spanien.   Den ligger i provinsen Provincia da Coruña och regionen Galicien, i den nordvästra delen av landet, 500 km nordväst om huvudstaden Madrid. Carnota ligger 18 meter över havet och antalet invånare är 5 171.
Terrängen runt Carnota är huvudsakligen kuperad, men västerut är den platt. Havet är nära Carnota västerut.  Närmaste större samhälle är Muros, 5,7 km söder om Carnota. I omgivningarna runt Carnota växer i huvudsak blandskog.